# Rick DeMont
Richard James DeMont (San Francisco, 21 de abril de 1956), más conocido como Rick DeMont, es un nadador estadounidense retirado especializado en pruebas de estilo libre media y larga distancia, donde consiguió ser campeón mundial en 1973 en los 400 metros estilo libre.

## Carrera deportiva
En el Campeonato Mundial de Natación de 1973 celebrado en Belgrado (Yugoslavia), ganó la medalla de oro en los 400 metros estilo libre, con un tiempo de 3:58.18 segundos que fue récord del mundo, por delante del australiano Brad Cooper  (plata con 3:58.70 segundos) y del sueco Bengt Gingsjö  (bronce con 4:01.27 segundos).